# Dżubb al-Ghar
Dżubb al-Ghar (arab. جب الغار) – wieś w Syrii, w muhafazie Hama. W 2004 roku liczyła 821 mieszkańców.